# Alfonso Espino
Alfonso Espino, vollständiger Name Luis Alfonso Espino García, (* 5. Januar 1992 in San Jacinto) ist ein uruguayischer Fußballspieler, welcher aktuell für Rayo Vallecano spielt.

## Karriere

### Verein
Der 1,71 Meter große Defensivakteur Espino steht seit der Spielzeit 2013/14 im Erstligakader von Nacional Montevideo. In jener Saison lief er fünfmal in der Primera División auf. Ein Tor erzielte er nicht. Zudem kam er in zwei Begegnungen (kein Tor) der Copa Libertadores 2014 zum Einsatz. In der Spielzeit 2014/15 wurde er 22-mal (kein Tor) in der höchsten uruguayischen Spielklasse eingesetzt und gewann mit den Montevideanern die Landesmeisterschaft. Es folgten 27 weitere Erstligaeinsätze (ein Tor) in der Saison 2015/16, drei absolvierte Partien (kein Tor) der Copa Sudamericana 2015 und zehn Einsätze (kein Tor) in der Copa Libertadores 2016. Während der Spielzeit 2016 lief er elfmal (ein Tor) in der Liga auf und gewann mit dem Team die uruguayische Meisterschaft. In den folgenden beiden Saisons bestritt er 67 Ligaspiele. Im Januar 2019 wechselte Espino nach Europa zum FC Cádiz. Mit Cádiz stieg er in der Saison 2019/20 in die Primera División auf und absolvierte insgesamt in seinen dreieinhalb Jahren bei dem Verein 150 Pflichtspiele. Ende Juli 2023 wechselte er ligaintern zu Rayo Vallecano.

### Erfolge
- Uruguayischer Meister: 2014/15, 2016 (Nacional Montevideo)
- Aufstieg in die Primera División: 2019/20 (FC Cádiz)